# Оясту, Линда Вольдемаровна
Линда Вольдемаровна Оясту (эст. Linda Voldemari Ojastu; 29 февраля 1936, Тарту — 26 сентября 2006, Тарту), в девичестве Кепп (эст. Kepp) — советская эстонская легкоатлетка, специалистка по бегу на короткие дистанции и барьерному бегу. Выступала за сборную СССР по лёгкой атлетике в 1950-х годах, чемпионка Европы, многократная победительница и призёрка первенств республиканского значения. Представляла Тарту и спортивное общество «Калев».

## Биография
Линда Кепп родилась 29 февраля 1936 года в Тарту, Эстония. Окончила Тартуский строительный техникум (1954) и Институт физического воспитания медицинского факультета Тартуского университета (1958).
Начала заниматься лёгкой атлетикой в 1950 году, сначала проходила подготовку под руководством Вилмы Йюрисма, а с 1954 года была подопечной заслуженного тренера СССР Фреда Оттовича Куду. Выступала за добровольное спортивное общество «Калев» (Тарту).
В 1954—1956 годах становилась чемпионкой Эстонской ССР в беге на 200 метров и на 80 метров с барьерами, четырежды побеждала в эстафетах.
В 1957 году установила рекорд Эстонии в дисциплине 200 метров — 24,6.
Наивысшего успеха на всесоюзном уровне добилась в сезоне 1958 года, когда на чемпионате СССР в Таллине завоевала бронзовую медаль на дистанции 200 метров. Также в этом сезоне установила рекорд Эстонии в беге на 80 метров с барьерами (11,2) и повторила рекорд в беге на 100 метров (11,8). Попав в состав советской сборной, выступила в матчевой встрече со сборной США в Москве. Удостоилась права защищать честь страны на чемпионате Европы в Стокгольме — в программе бега на 200 метров остановилась на стадии полуфиналов, тогда как в эстафете 4 × 100 метров вместе с соотечественницами Верой Крепкиной, Нонной Поляковой и Валентиной Масловской превзошла всех соперниц и получила золотую награду.
С 1960 года замужем за эстонским легкоатлетом Эйно Оясту, их дети Аннели Оясту и Айвар Оясту так же успешно занимались лёгкой атлетикой.
После завершения спортивной карьеры Линда Оясту в течение многих лет тренировала спортсменов в Тартуской школе лёгкой атлетики «Калев», затем в 1979—1994 годах преподавала в Тартуском педагогическом училище (ныне Тартуская учительская семинария), занимала должность заведующей библиотеки в Тартуской школе строительства и лёгкой промышленности, читала лекции на курсах повышения квалификации учителей. С 1980 года входила в совет по физическому воспитанию при Министерстве образования Эстонской ССР.
Умерла 26 сентября 2006 года в Тарту в возрасте 70 лет.